# Johan Willem van Oorschot

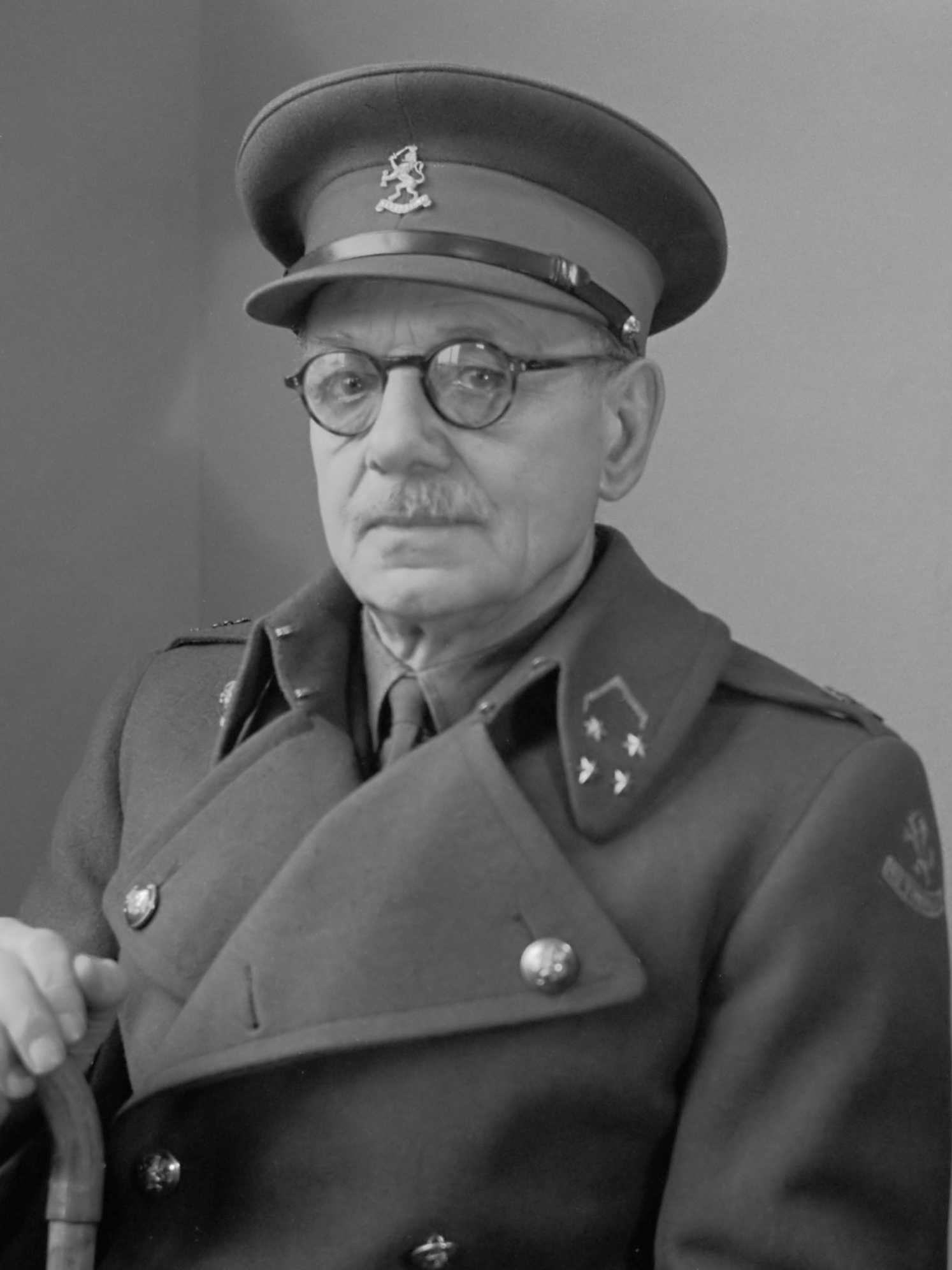
Johan Willem van Oorschot (1942)

Johan Willem van Oorschot (* 29. Januar 1875 in Den Helder; † 15. Dezember 1952 in Nimwegen) war ein niederländischer Offizier.

## Leben und Tätigkeit
Van Ooorschot schlug als junger Mann die militärische Laufbahn ein. Zum 1. Oktober 1919 wurde er ins niederländische Verteidigungsministerium versetzt, in dem er von 1930 bis 1939 die Rechtsabteilung leitete.
1939 wurde van Oorschot, inzwischen im Rang eines Generalmajors stehend, zum Leiter des Nachrichtendienstes der niederländischen Armee (GdIII) ernannt. In dieser Stellung arbeitete er eng mit dem britischen Secret Intelligence Service (SIS) zusammen.
Im November 1939 war van Oorschot in den Venlo-Zwischenfall verwickelt: Bei dieser Gelegenheit stellte er zwei britischen SIS-Agenten, die sich in der Grenzstadt Venlo zu einem Treffen mit Vertretern des deutschen Geheimdienstes verabredet hatten, einen seiner Agenten, Dirk Klop, als Verbindungsoffizier zur Seite. Als das Treffen der britischen und deutschen Agenten durch einen Überfall von SD-Leuten eskalierte, wobei Klop tödlich verletzt wurde, wurde die enge Beziehung zwischen dem SIS und van Oorschot öffentlich: Die sich hieraus ergebende Bloßstellung der niederländischen Regierung – der von deutschen Stellen vorgebrachte Vorwurf, dass die Rolle des niederländischen Nachrichtendienstes zeigen würde, dass das Land nicht wirklich neutral sei, sondern realiter im Krieg auf Seiten der Briten stehe, wurde durch die Episode scheinbar bestätigt – veranlasste van Oorschot seinen Rücktritt einzureichen. Sein Nachfolger als Chef des Nachrichtendienstes wurde Hendrik Anton Cornelis Fabius.
Nach der deutschen Besetzung der Niederlande wurde van Oorschot am 12. Mai 1940 mit einem britischen Flugzeug nach Großbritannien evakuiert.